# Quantum of Solace
Quantum of Solace (engelska för "en gnutta tröst") är den 22:a officiella James Bond-filmen. Premiären var först planerad till den 7 november 2008, men den ändrades därefter till den 31 oktober 2008.

## Om filmen
Filmen hade premiär den 31 oktober i Europa, den 14 november i Nordamerika och den 27 november i Australien. Daniel Craig spelar James Bond och Judi Dench spelar M. Giancarlo Giannini repriserar sin roll som Rene Mathis från Casino Royale, och Jeffrey Wright återkom som CIA-agenten Felix Leiter. Han blir därmed den andre skådespelaren efter David Hedison (Leva och låta dö, Tid för hämnd) som har gestaltat Bonds CIA-vän mer än en gång. Neil Purvis och Robert Wade skrev filmens manus, precis som de också gjorde till Bondfilmerna Världen räcker inte till, Die Another Day och Casino Royale. För femte gången så har David Arnold komponerat musiken och schweizaren Marc Forster har regisserat filmen. För produktionen står som vanligt Broccolifamiljens bolag EON Productions och filmen distribueras av Sony Pictures ägda MGM och Columbia Pictures. 
I samband med en presskonferens den 24 januari 2008 bekräftades att filmen fått titeln "Quantum of Solace", (fritt översatt "En smula tröst") efter en novell av Ian Fleming i novellsamlingen For Your Eyes Only från 1960.. I Flemings novell uttrycker Bond förklaringen av Quantum of Solace till "Amount of Comfort".
Budgeten för Quantum of Solace uppgavs vara hela 230 miljoner dollar och filmen är därmed en av de dyraste som någonsin producerats.. Som jämförelse kostade den föregående Bondfilmen Casino Royale "bara" 150 miljoner dollar  och produktionskostnaden den första Bondfilmen Agent 007 med rätt att döda (inspelad 1962) var 1 miljon dollar.
I slutet av oktober 2007 tillkännagavs att MGM omförhandlat Daniel Craigs kontrakt. Hans ursprungliga kontrakt löpte över tre filmer men efter att Casino Royale blivit en dundersuccé beslutade man sig för att förbättra Craigs kontrakt som nu löper över fyra filmer till. Kontraktet ökar Craigs inkomster ju mer de fyra kommande Bondfilmerna spelar in.
Quantum of Solace fick av filmkritiker generellt sett sämre betyg än förra Bondfilmen Casino Royale. Många menade att det var för mycket action på bekostnad av handling och dialog. [källa behövs] Många ansåg också att filmen var väl våldsam för att vara en Bondfilm och att Bond själv i alltför hög grad förvandlats till en Jason Bourne-kopia istället för den mer humoristiske agenten från äldre filmer. [källa behövs] Broccolifamiljen som äger EON Productions (som producerat alla officiella Bondfilmer) försvarade våldet med hänvisning till att handlingen i hög grad handlar om att Bond vill hämnas Vesper Lynds död i Casino Royale. Daniel Craig fick emellertid återigen beröm för sin insats som agent 007.
De 22 officiella Bondfilmer som gjorts har (exklusive Quantum of Solace), räknat i dagens penningvärde spelat in över 11 miljarder US-dollar, mer än någon annan filmserie.

## Handling
Quantum of Solace är en direkt fortsättning på Casino Royale, vilket betyder att detta är den första direkta uppföljaren till en tidigare film i Bond-serien.
Efter att ha blivit förrådd av Vesper Lynd i Casino Royale är Bond ute efter hämnd på dem som låg bakom Vespers svek; samtidigt måste han akta sig för att uppdraget utvecklar sig till en personlig vendetta. Med hjälp av mr. White, som Bond fångade i slutet av Casino Royale, får Bond och hans chef M veta att organisationen, kallad Quantum som Le Chiffre och mr. White jobbar för är mycket mer välorganiserad och farligare än vad någon föreställt sig, med agenter placerade i såväl MI6, CIA som den brittiska och amerikanska statsledningen. Med ledning av mr. Whites uppgifter och hjälp från René Mathis, Bonds kontakt i Casino Royale som anklagades för att ha jobbat för Le Chiffre, får Bond en hel del ledtrådar vilka leder till Dominic Greene, en stenrik affärsman som visar sig vara en högt uppsatt medlem i Quantum och som inte skyr några medel för att nå sina mål. Greenes mål är att störta regeringen i ett latinamerikanskt land och installera en militärdiktator som ny härskare. I gengäld ska Quantum få total kontroll över landets vattentillgångar. På vägen träffar Bond agenten Camille Montes som har en egen vendetta.

## Publiktillströmning
Premiärhelgen 31 okt-2 nov spelade Quantum of Solace in 15,7 miljoner pund (25,3 miljoner US-dollar) i Storbritannien, den högsta summan som någonsin noterats för en filmpremiär i James Bonds "hemland". Rekord för Bondfilmer noterades även i Frankrike och Sverige. Helgen efter hade filmen premiär i ytterligare 58 länder och gick upp på förstaplatsen i samtliga. I nästan samtliga länder överträffades förväntningarna vad gäller biointäkter med bred marginal och totalt drog filmen in hela 106,5 miljoner US-dollar.
14 november hade Quantum of Solace slutligen premiär i USA och Canada. Även här överträffades förväntningarna med bred marginal. De tre första dagarna drog Quantum of Solace in 70,4 miljoner US-dollar och den blev därmed den i särklass mest inkomstbringande premiärhelgen för en Bondfilm i Nordamerika. Den tidigare "rekordhållaren Die Another Day drog "bara" in 47 miljoner dollar. Kvällen 16 november var de totala intäkterna 322 miljoner US-dollar. Filmen har hittills spelat in betydligt mer pengar än vad föregångaren Casino Royale gjorde under motsvarande tid, den hittills mest inkomstbringande Bondfilmen (totala biointäkter 594 miljoner US-dollar). Filmexperter är nu övertygade om att Quantum of Solace kommer att slå det rekordet.
Anm: Samtliga angivna summor tar vid jämförelser med andra filmer inte hänsyn till inflationen under Bondfilmernas 46-åriga historia. Tar man hänsyn till inflationen har ett flertal äldre Bondfilmer spelat in mer pengar än Casino Royale.

## Rollista
- Daniel Craig – James Bond
- Olga Kurylenko – Camille Montes
- Mathieu Amalric – Dominic Greene
- Judi Dench – M
- Jeffrey Wright – Felix Leiter
- Giancarlo Giannini – René Mathis
- Gemma Arterton – Agent Strawberry Fields
- Anatole Taubman – Elvis
- Jesper Christensen – Mr. White
- David Harbour – Gregg Beam
- Rory Kinnear – Bill Tanner
- Tim Pigott-Smith – Storbritanniens utrikesminister
- Joaquín Cosío – General Medrano
- Fernando Guillén Cuervo – Carlos, Bolivianska polischefen
- Simon Kassianides – Yusef Kabira
- Stana Katic – Corinne Veneau
- Oona Chaplin – Hotellreceptionist
- Neil Jackson – Edmund Slate
- Glenn Foster – Craig Mitchell
- Jesús Ochoa – Lieutenant Orsa
- Tracy Redington – MI6-agent
- Laurence Richardson – Polis